# Elisabeth Mick
Elisabeth Mick (* 1947 in Köln) ist eine deutsche Autorin und Museumspädagogin.

## Leben
Die ausgebildete Lehrerin Elisabeth Mick war Mitarbeiterin der Kölner Museumsschule. Neben der Unterrichtung von Schulklassen im Kölnischen Stadtmuseum, Museum Schnütgen und Wallraf-Richartz-Museum entwickelte sie neue museumspädagogische Projekte und erstellte Unterrichtsmaterial zur Kölner Stadtgeschichte für Schüler. Sie ist Autorin mehrerer Bücher und Schriften, in denen Kindern und Jugendlichen anschaulich historische Sachverhalte vermittelt werden.
Elisabeth Mick ist mit dem Komponisten und Arrangeur Bernd Schaumann verheiratet.

## Werke
Print
- Günter Hürtgen, Elisabeth Mick: Juden in Köln: Eine Unterrichtsreihe zum Kölnischen Stadtmuseum für die Sekundarstufe I. Hrsg. vom Museumsdienst Köln – Museen der Stadt Köln.
- Köln im Mittelalter. Greven, Köln 1990. ISBN 3-7743-0257-X
- Schätze aus dem Mittelalter im Museum Schnütgen Köln: ein Katalog für junge Leser. Hrsg. von Hiltrud Westermann-Angershausen und Peter Noelke, Schnell und Steiger, Regensburg 2005. ISBN 3-7954-1667-1
- Kölnisches Stadtmuseum. Der Museumsführer für Kinder. Hrsg. von Martina Dammrat, Bachem-Verlag, Köln 2006. ISBN 3-7616-1922-7
- Mit der Maus durch Köln. 2000 Jahre Stadtgeschichte für Kinder. Bachem-Verlag, Köln 2006, ISBN 3-7616-1914-6
- Die Roten Funken – Vom Stadtsoldaten zum Karnevalsverein. Hrsg. von Heinz-Günther Hunold, Winfried Drewes und Michael Euler-Schmidt, Köln 2007.
- Mit der Maus auf Rheinreise. 2000 Jahre Geschichte von Düsseldorf bis Mainz. Bachem-Verlag, Köln 2007, ISBN 3-7616-2069-1
- Mit der Maus durch Düsseldorf. Stadtgeschichte für Kinder. Bachem-Verlag, Köln 2008, ISBN 978-3-7616-2212-4
- Mit der Maus durch die Metropole Ruhr. 2000 Jahre Geschichte für Kinder. Bachem-Verlag, Köln 2009, ISBN 3761622996
- Mit der Maus durch München. Stadtgeschichte für Kinder. Bachem-Verlag, Köln 2012, ISBN 978-3-7616-2467-8